# Kolonie
Als Kolonie (von lateinisch colere ‚bebauen, Land bestellen‘) bezeichnet man in der Neuzeit ein auswärtiges abhängiges Gebiet eines Staates ohne eigene politische und wirtschaftliche Macht (Überseebesitzung).
Begrifflich hängt Kolonie eng mit Kolonisation zusammen. Bei der Kolonisation handelt es sich im Kern um eine Landnahme. Die Kolonie ist daher in einem weiteren Sinne ein Personenverband in einem Gebiet außerhalb des angestammten Siedlungsgebietes. Im Bereich der Politik wird damit außerdem eine politische Abhängigkeit zum „Mutterland“ verbunden.
Die Bildung von Kolonien war und ist ein wesentliches Instrument der Machtausdehnung imperialistischer Staaten.

## Antiker Koloniebegriff
Kolonien im Sinn einer Pflanzstadt oder Tochterstadt gab es schon in der Antike. Neben den Phöniziern traten hierbei vor allem die Griechen hervor. So wurden besonders von den griechischen Städten der Ägäis etliche Kolonien (richtiger: Apoikies) in Kleinasien, im westlichen Mittelmeerraum (zum Beispiel Syrakus auf Sizilien, Kyrene in Nordafrika, Neapel in Italien, Marseille in Südgallien) und im Gebiet des Schwarzen Meeres gegründet. Diese wurden von den Mutterstädten politisch unabhängig, blieben aber über Handelsbeziehungen und religiöse Kontakte teils mit den Mutterstädten in Griechenland verbunden – andererseits kam es durchaus auch zu Kriegen zwischen einer Apoikie („Absiedelung“) und ihrer Metropolis. Anders verhielt es sich mit den Kleruchien, die Athen (das sich an der eigentlichen griechischen Kolonisation ansonsten nicht beteiligte) im 5. Jahrhundert v. Chr. gründete.
Die Einwohner einer colonia des Römischen Reiches waren vor allem dadurch gekennzeichnet, dass sie das römische Bürgerrecht bzw. den Anspruch auf dieses abgeben mussten; coloniae wurden vor allem in der Frühzeit der römischen Expansion gegründet, um neu erobertes Land dauerhaft kontrollieren zu können. Auch im römischen Kontext muss man aber bedenken, dass anders als beim modernen Koloniebegriff kein Territorium, sondern eine Stadt gemeint war.
Gleichwohl ist der heutige Koloniebegriff nur mit Vorsicht auf antike Zustände anzuwenden. Der Althistoriker Moses I. Finley hat sich schon früh kritisch über die Anwendung des heutigen Koloniebegriffs auf antike Zustände geäußert (Lit.: Finley 1976, S. 167 ff.) und im Zusammenhang mit der griechischen Besiedlung Siziliens ausgeführt:

„Das Wort ‚Kolonisation‘, das die Historiker üblicherweise zur Beschreibung dieses Prozesses verwenden, führt eigentlich in die Irre, da es an die Etablierung abhängiger Gemeinden in Übersee denken läßt. Die nach Westen gerichtete Auswanderung von Griechenland aus war zweifellos eine organisierte Bewegung, die von verschiedenen ‚Mutterstädten‘ ausgerüstet, bewaffnet und geplant wurde, doch war von vornherein die Auswirkung, ja – nach allem was wir sagen können – auch die Absicht dieser Bewegung nicht die Kolonisierung des Landes; vielmehr sollten Männer der Mutterstädte dazu aufgefordert, ja mitunter gezwungen werden, in neue, eigenständige und unabhängige Gemeinden zu ziehen.“

Um Probleme mit dem neuzeitlichen Kolonialbegriff zu vermeiden, wird häufig nicht von einer zum Beispiel „Kolonie Korinths“, sondern einer „Gründung Korinths“, einer „korinthischen Apoikie“ oder einer „Gründung durch korinthische Siedler“ gesprochen, wenn man diese antiken Kolonien griechischen Ursprungs beschreibt. Auch die Römer kannten, wie erwähnt, dieses Prinzip – bei ihnen waren es die aus dem Militärdienst ausgeschiedenen Soldaten, die in den eroberten Gebieten Land zur Bewirtschaftung erhielten und als Siedler (lat. colonus) Kolonien gründeten. So leitet sich etwa der Name der Stadt Köln direkt vom lateinischen colonia ab.

## Neuzeit

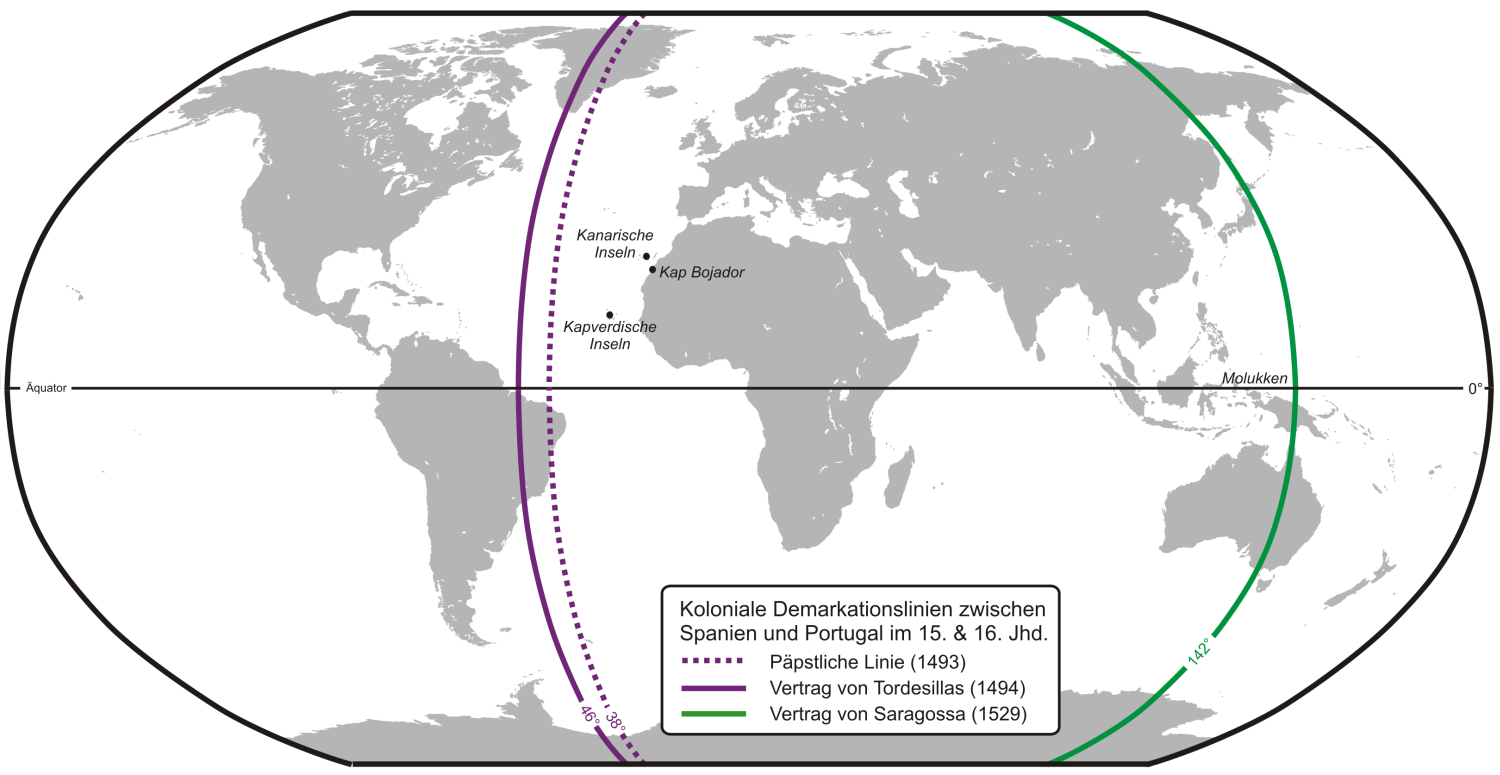
Die Aufteilung der Welt zwischen Spanien und Portugal

Das spanische Kolonialreich und das portugiesische Kolonialreich waren die ersten globalen Weltreiche. Die beiden Imperien bestanden vom 15. bis ins 20. Jahrhundert. Im Vertrag von Tordesillas (1494) wurde die Erde in eine östliche, portugiesische Sphäre und in eine westliche für den damaligen Konkurrenten Spanien aufgeteilt, was im Vertrag von Saragossa (1529) präzisiert wurde. Der Vertrag war im Prinzip bis 1777 in Kraft.

## Formen der Expansion
Um den Begriff richtig einordnen zu können, ist es also erforderlich, zunächst die verschiedenen Formen der Expansion darzustellen, die dem Koloniebegriff benachbart sind und von denen er abzugrenzen ist:
- Die Totalemigration, (Exodus). Völker verlassen ihre Heimat und besetzen ein anderes Gebiet, ohne dass ein steuerndes Zentrum in der alten Heimat zurückbleibt. Solches geschah in der Völkerwanderungszeit und während des „Großen Trecks“ im 19. Jahrhundert, als die Kap-Buren in den Oranje-Freistaat und nach Transvaal zogen. Es blieben zwar Buren am Kap zurück, aber diese hatten keinen steuernden Einfluss auf die Auswanderer.
- Die Individualemigration, die klassische Auswanderung. Sie geschieht in der Regel aus wirtschaftlichen oder weltanschaulichen Gründen. Im Gegensatz zur Totalemigration bleiben die zurückgebliebenen Gesellschaften intakt. Die Emigranten schaffen keine neuen Kolonien mit Abhängigkeitsverhältnis, sondern werden in die aufnehmenden Gesellschaften eingegliedert. Dort bilden sie häufig Enklaven in der neuen Gesellschaft wie die Chinatowns in amerikanischen Städten, die Banlieues französischer Großstädte oder manche Stadtviertel deutscher Großstädte wie Berlin oder Köln. Die Freiwilligkeit ist dabei nicht notwendiges Merkmal. Es kann sich durchaus um erzwungene Auswanderungen handeln, wie die Hugenotten-Auswanderung oder die Umsiedlung von Afrikanern im Zuge des Sklavenhandels.
- Die Grenzkolonisation. Darunter wird die Erschließung von Land für die menschliche Nutzung, das Verlagern der Kulturgrenze in die Wildnis, verstanden. In aller Regel ist damit keine Bildung selbständiger politischer Einheiten verbunden. Beispiel ist die Ausdehnung der Ackerbauzonen auf Kosten der Hirtenvölker Innerasiens durch die Han-Chinesen im 19. und frühen 20. Jahrhundert. Ebenso fällt die Erschließung des amerikanischen Kontinents von der Ostküste und die Erschließung des asiatischen Russlands seit dem späten 19. Jahrhundert darunter.
- Die überseeische Siedlungskolonisation. Mit „Überseeisch“ ist nur die Trennung vom Mutterland durch eine größere Entfernung über ein Meer gemeint. Typisches Beispiel dafür sind die phönizischen und griechischen „Pflanzstädte“ der Antike jenseits eines Meeres ohne großen militärischen Aufwand. Hier kam es durch die Transportprobleme über weite Meeresstrecken zu eigenständigen Gemeinwesen. Auch die Anfänge der englischen Besiedlung Nordamerikas fallen in diese Kategorie (Plantations) (Lit.: Bacon). Sie strebten nach Autarkie. Das Land wurde für herrenlos gehalten. Die einheimische Bevölkerung wurde nicht unterworfen und zu Untertanen gemacht, wie in den spanischen Besitzungen in Amerika, sondern gewaltsam zurückgedrängt. Die Lebensräume blieben getrennt.
  - Man unterscheidet drei Typen:
  - Typ I.: Der neuenglische Typ. Eine agrarische Einwandererbevölkerung besiedelt mit eigenen Kräften ein Land und drängt die einheimische Bevölkerung zurück. So entstanden in Nordamerika homogene europäische Siedlungen.
  - Typ II ist hauptsächlich in Afrika vertreten. Eine Siedlerminderheit unterwirft sich eine bereits intakte Ackerbaugesellschaft, übernimmt deren Landbesitz und beschäftigt die vorherigen Herren als Knechte weiter. Dabei bleibt man von der einheimischen Bevölkerung abhängig. Autarkie wird nicht angestrebt, was zur prinzipiellen Instabilität führen muss. Beispiele sind Algerien, Südafrika, Kenia (Lit.: Mosley S. 5 ff., 237).
  - Typ III.: Das ist die von wenigen Einwanderern durch Sklaven betriebene Plantagenwirtschaft, wie sie in der Karibik betrieben wurde, wo 1770 Schwarze 90 % der Gesamtbevölkerung stellten (amerikanische Südstaaten 40 %, Nordstaaten 20 %) (Lit.: Fogel S. 30 ff.)

- Die reichsbildenden Eroberungskriege sind die römische Form der Expansion. Ein Volk unterwirft ein anderes. Machtzentrum bleibt die Hauptstadt des Mutterlandes. Das muss aber nicht in ein beständiges Einheitsreich münden. Die arabisch-muslimische Expansion im 8. Jahrhundert führte schnell zu selbständigen Machtzentren. Das Gleiche gilt für das Reich Dschingis Khans. Das britische Empire entwickelte sich zu drei politisch unterschiedlichen Gebilden, den white Dominions, den Kolonien („Dependencies“) und dem Kaiserreich Indien. Im Allgemeinen wurde die bestehende gesellschaftliche und innenpolitische Organisation beibehalten und den Bedürfnissen angepasst. Die Ausrottung der Oberschicht mit der Zerschlagung des vorhandenen Herrschaftssystems, wie es durch die Spanier bei der Invasion in Mexiko geschah, ist die Ausnahme. Das Hauptaugenmerk war auf die wirtschaftliche Ausbeutung durch Tributerhebung gerichtet. Deshalb wurde so schnell wie möglich eine neue Steuergesetzgebung eingeleitet. Selten folgte der Eroberung eine Siedlungsaktivität (zum Beispiel in Teilen des Römischen Reiches, in Irland oder in Algerien). Indien ist hingegen das klassische Beispiel für eine moderne Kolonialherrschaft ohne Kolonisation.

- Die Stützpunktvernetzung ist eine besondere Form der maritimen Expansion, bei der militärisch geschützte Handelszentren gebildet werden. Von diesen geht in aller Regel keine Kolonisation des Hinterlandes und auch keine weiträumige militärische Landnahme aus (die englische Machtausdehnung von Bombay, Madras und Kalkutta aus ist eine Ausnahme). Der Zweck ist die Sicherung der Handelshegemonie. Beispiele sind die Handelsstützpunkte der Republik Genua im Mittelalter, Portugals Handelsstützpunkte in Goa, Macau, Malakka und Mosambik und der Holländer in Batavia, Ceylon, Nagasaki. Im 18. Jahrhundert verschob sich die Bedeutung der Handelsstützpunkte hin zu geopolitischen und militärischen Funktionen. Die englischen überseeischen Stützpunkte wurden zu Flottenstützpunkten (nach 1839 Aden, nach 1801 Alexandria mit Sues, ab 1766 Bermuda, ab 1730 Gibraltar, nach 1814 Kapstadt, ab 1814 Malta). Hinzu kamen die „Hafenkolonien“ (Lit.: Grünfeld) Singapur und Hongkong. Sie haben sich am längsten erhalten.

## Kolonien und ihre Formen
Die Vielfalt der Typen von Expansion macht eine Definition der Kolonie schwierig, denn sie muss eng genug sein, um bestimmte historische Situationen wie vorübergehende militärische Besetzung oder die gewaltsame Angliederung von Grenzgebieten an moderne Territorialstaaten auszuschließen und auch eine unterscheidende Aussagekraft zu erhalten, die bei einer unterschiedslosen Anwendung des Begriffs auf alle Expansionsformen verloren geht. Ganz grob kann man als Minimalgehalt Siedlung oder Herrschaft, als Maximalgehalt Siedlung und Herrschaft ansehen (Lit.: Reinhard S. 2). Jürgen Osterhammel hat aus all diesen Typen folgende Definition entwickelt, die in der Fachwelt auch akzeptiert wird: 
Danach ist eine Kolonie

„ein durch Invasion (Eroberung und/oder Siedlungskolonisation) in Anknüpfung an vorkoloniale Zustände neugeschaffenes politisches Gebilde, dessen landfremde Herrschaftsträger in dauerhaften Abhängigkeitsbeziehungen zu einem räumlich entfernten ‚Mutterland‘ oder imperialen Zentrum stehen, welches exklusive ‚Besitz‘-Ansprüche auf die Kolonie erhebt.'“

Danach gibt es vier Hauptformen von echten Kolonien:

### Herrschaftskolonie
In der Regel ist diese das Ergebnis militärischer Eroberung mit dem Zweck wirtschaftlicher Ausbeutung und der strategischen Absicherung imperialer Politik sowie nationalem Prestigegewinn. Weitere Kennzeichen sind eine zahlenmäßig geringe koloniale Präsenz von Zivilbeamten, Soldaten und Kaufleuten. Diese siedeln dort nicht, sondern kehren nach gewisser Zeit ins Mutterland zurück und werden von anderen Beamten abgelöst. Die Regierung geschieht ausschließlich durch das Mutterland. Dabei haben die ursprünglichen Bewohner oft gar keine oder nur verminderte Bürgerrechte. Zudem findet eine eigene und zielgerichtete Entwicklung des Gebietes nicht statt. Die meisten europäischen Kolonien, die zwischen dem 16. und dem 18. Jahrhundert gegründet wurden, entsprachen diesem Typus.

### Stützpunktkolonie
Sie ist das Ergebnis von Flottenaktionen mit dem Zweck der indirekten kommerziellen Ausbeutung des Hinterlandes und/oder einem Beitrag zur Logistik seegestützter Machtentfaltung und informelle Kontrolle über formal selbständige Staaten (Kanonenbootpolitik). Zu differenzieren ist hier nochmals zwischen dem Typ Militärstützpunkt und Handelsstützpunkt. Im ersten Fall bilden Soldaten zuerst einen Stützpunkt, an den es im Laufe der Zeit auch Siedler zieht. Mit anderen Worten: „Der Handel folgt der Flagge“. Umgekehrt ist der Entstehungsprozess im zweiten Fall. Hier gründeten Kaufleute Unternehmungen, um den Handel mit entfernten Regionen zu etablieren. Erst im Laufe der Zeit übernahm der Staat die Hoheit über diese Handelskolonien, meist unter der Vorgabe, diese militärisch zu sichern. Auf diese Weise entstanden viele Kolonien an der westafrikanischen Küste, aber auch Niederländisch-Indien.(Lit.: Jakob, Schulz-Weidner)

### Siedlungskolonie
Typischerweise ist dieser Typ das Ergebnis einer militärisch gestützter Siedlungspolitik mit dem Zweck der Nutzung billigen Landes und billiger einheimischer Arbeitskraft, wobei soziale und kulturelle Lebensweisen entwickelt werden, die im Mutterland durchaus in Frage gestellt werden. Siedler aus dem Mutterland sind als ansässige Farmer oder Pflanzer dauerhaft präsent. Diese Kolonisten entwickeln Ansätze zur Selbstregierung unter Missachtung der Rechte der einheimischen Bevölkerung. Das klassische Beispiel hierfür ist Nordamerika.

### Strafkolonie
Eine Strafkolonie dient zur dauerhaften Verbannung von Straffälligen in entlegene Gebiete. Die bekanntesten Beispiele sind Australien, Sibirien und Französisch-Guyana. (Lit.: Jakob, Schulz-Weidner)
Die Typen schließen sich nicht gegenseitig aus, vielmehr gibt es Übergangsformen, die nicht eindeutig zuzuordnen sind. Zudem ist eine Entwicklung von einer Kolonieform zur nächsten denkbar. So entwickelte sich aus der Strafkolonie Australien auch eine Siedlungskolonie und aus vielen Stützpunktkolonien zum Beispiel an der afrikanischen Küste wurden Herrschafts- oder Siedlungskolonien. (Lit.: Jakob, Schulz-Weidner)

## Kolonien und Dekolonisation
Ein durch das nach dem Zweiten Weltkrieg entstandene Schlagwort Kolonialismus geprägtes Kolonieverständnis setzt Kolonien mit dem Typus der Herrschaftskolonie gleich, die zur Entstehungszeit des Schlagwortes auch als Ausbeutungskolonie definiert wurde. Der damit verbundene Vorwurf lautet, dass die Mutterländer das Kolonialland nur unter dem Ziel schnellsten und größtmöglichen Gewinns betrachten, aber auf eine eigene und zielgerichtete Entwicklungspolitik zum Wohl der einheimischen Völker verzichten (Lit.: Jakob, Schulz-Weidner).
Parallel dazu eröffnete das in der Charta der Vereinten Nationen 1946 festgehaltene Selbstbestimmungsrecht der Völker für die Kolonien den Weg zur Unabhängigkeit durch Dekolonisation. Die Mitgliedsstaaten der Vereinten Nationen legten dafür 1946 eine Liste an, auf der sie alle abhängigen Gebiete auflisteten. Es blieb jedoch ihnen selbst überlassen, welche Staaten sie meldeten. 1960 definierte die Generalversammlung in Resolution 1514 (XV) als Gebiete, die als Kolonie für die Dekolonisation in Frage kommen, solche, die vom Mutterland geographisch getrennt liegen sowie ethnische und/oder kulturelle Unterschiede aufweisen. 
Umstritten ist jedoch der Status derjenigen abhängigen Gebiete, die 1946 nicht auf die Liste der Kolonien aufgenommen wurden, da für diese die UN-Resolutionen keine Anwendung fanden. Dies gilt zum Beispiel für Neukaledonien, Westneuguinea, Osterinsel, Hawaii und Französisch-Polynesien. (Lit.: Gonschor, S. 3) Im Falle der Westsahara fand zwar eine Beendigung des Status als Kolonie durch den Rückzug Spaniens statt, bevor die Bevölkerung jedoch das Recht auf Selbstbestimmung wahrnehmen konnte, besetzte Marokko das Land.